# Chiffre (Literatur)
Eine Chiffre (frz. für „Ziffer, Kennwort, Geheimzeichen“) ist eine besondere Stilfigur in der Literatur.
Als Chiffren werden Wörter bezeichnet, die als verrätselte Symbole in einem Text in einem Zusammenhang mit meist komplexen Bedeutungen aufgeladen sind. Chiffren sind dabei nicht nur in einzelnen Texten, sondern auch im Gesamtwerk eines Autors, in einer Denkrichtung, einer Zeit oder eines Diskurses zu finden. Sie sind meist bildhaft und hier von anderen Stilfiguren wie Allegorie, Katachrese, Metonymie, Onomatopoetika, Oxymoron, pars pro toto, Personifikation, Symbol, Synästhesie, Synekdoche und Topos zu unterscheiden.

## Chiffren in der moderneren Literatur
Die Chiffre ist eine Stilfigur der modernen Lyrik.
Sie ist hier eine Form des Symbols, ein Geheimzeichen mit verschlüsselter Bedeutung, meist autorbezogen.
Beispiele:
- „Schwarze Milch der Frühe“ (Paul Celan: Todesfuge)
- „Blaues Klavier“ (Else Lasker-Schüler: Mein blaues Klavier)
- „Tierauge“ (Gottfried Benn)

Dabei nehmen einfache, meist bildhafte Wörter oder Wortverbindungen einen von ihrer ursprünglichen Bedeutung unabhängigen Sinn an, den der Verfasser ihnen zuweist. Der Sinn muss aus dem Zusammenhang erschlossen werden und macht diesen oft erst verständlich (vgl. hermeneutischer Zirkel).
Ein Beispiel ist der „Flug“ für den als Aufbruch in Unbekanntes, Unendliches verstandenen Prozess des Dichtens bei Oskar Loerke.

## Chiffren in der hebräischen Bibel und der poetischen Literatur
Ein Vorbild dieser literarischen Technik ist die hebräische Bibel. Sie berichtet verständlich von der Geschichte Israels, aber den Gott, um den sich alles dreht, bezeichnet sie mit den Buchstaben JHWH, um ihn von allen abbildbaren, begreiflichen und nennbaren Dingen grundsätzlich zu unterscheiden. So ist JHWH kein Wort und auch nicht die Stellvertretung eines Namens, sondern eine Chiffre für etwas, was menschlicher Vorstellung entrückt ist.
Der Ausdruck Chiffre wurde in der Mitte des 20. Jahrhunderts für poetische Verdichtungen eingebürgert, deren Rätsel sich entweder gar nicht löst oder durch eine unerwartete, wunderbare Erleuchtung.